# 新波克羅夫卡 (梅利托波爾區)
46°44′2″N 35°32′45″E / 46.73389°N 35.54583°E
新波克羅夫卡（烏克蘭語：Новопокровка）是位於烏克蘭東南部的村莊，由扎波羅熱州梅利托波爾區的普里亞佐夫斯克市鎮負責管轄。該村處於阿克喬克拉克河畔，距離多布里夫卡2公里，始建於1922年，面積0.61平方公里，海拔高度21米，2001年人口150。